# Matilla la Seca
Matilla la Seca ist ein nordspanischer Ort und eine Gemeinde (municipio) mit 36 Einwohnern (Stand: 2024) im Osten der Provinz Zamora der Autonomen Gemeinschaft Kastilien-León.

## Lage
Matilla la Seca liegt etwa 18 Kilometer ostnordöstlich von Zamora in der kastilischen Hochebene in einer Höhe von etwa 735 m. Am südlichen Rand der Gemeinde führt die Autovía A-11 entlang. Das Klima im Winter ist durchaus kalt, im Sommer dagegen warm bis heiß; die spärlichen Regenfälle fallen verteilt übers ganze Jahr.

## Bevölkerungsentwicklung
| Jahr      | 1970 | 1981 | 1991 | 2001 | 2011 | 2021 |
| Einwohner | 159  | 125  | 93   | 72   | 58   | 39   |

Der deutliche Bevölkerungsrückgang in der zweiten Hälfte des 20. Jahrhunderts ist im Wesentlichen auf die Mechanisierung der Landwirtschaft und den damit einhergehenden Verlust von Arbeitsplätzen zurückzuführen.

## Sehenswürdigkeiten

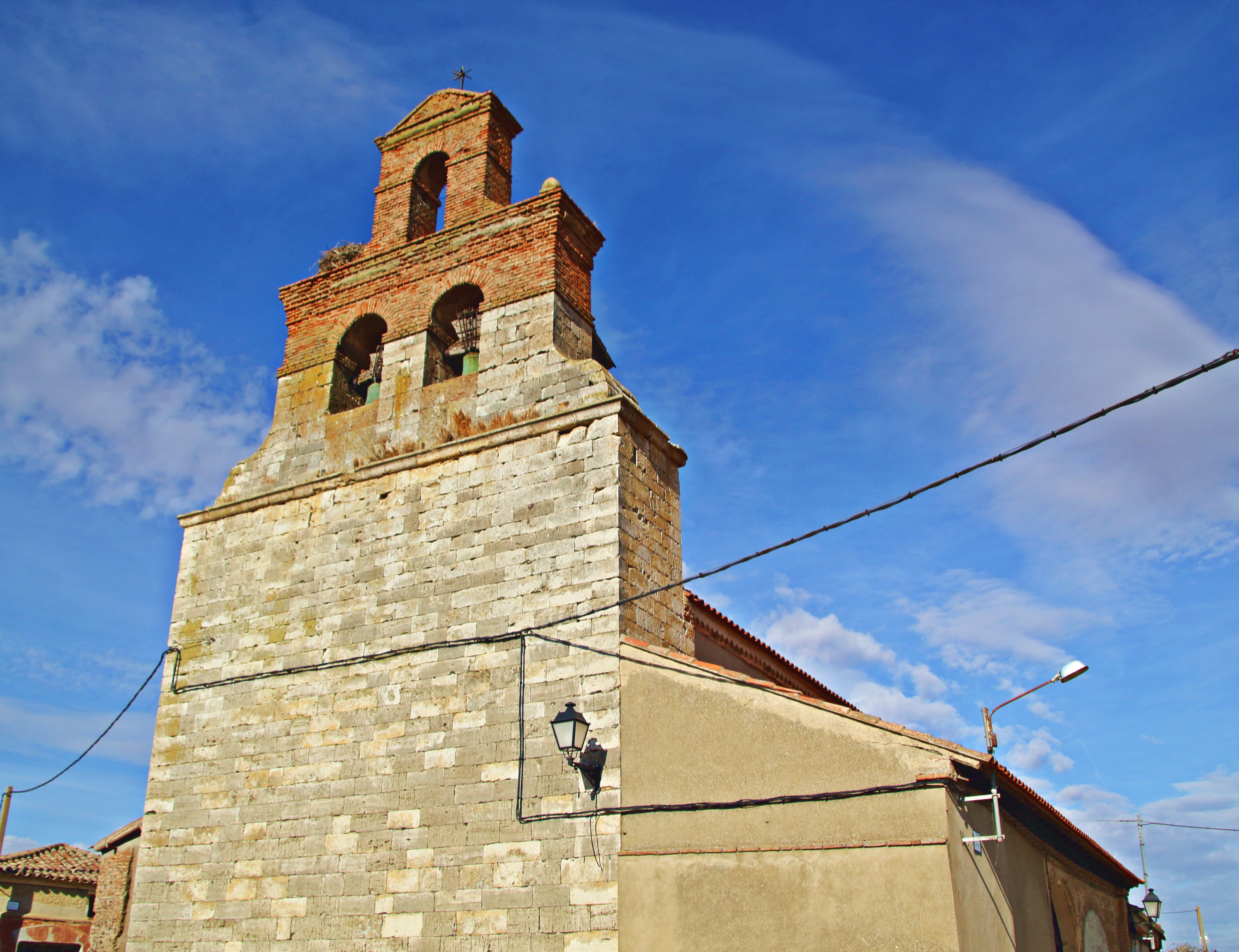
Peterskirche
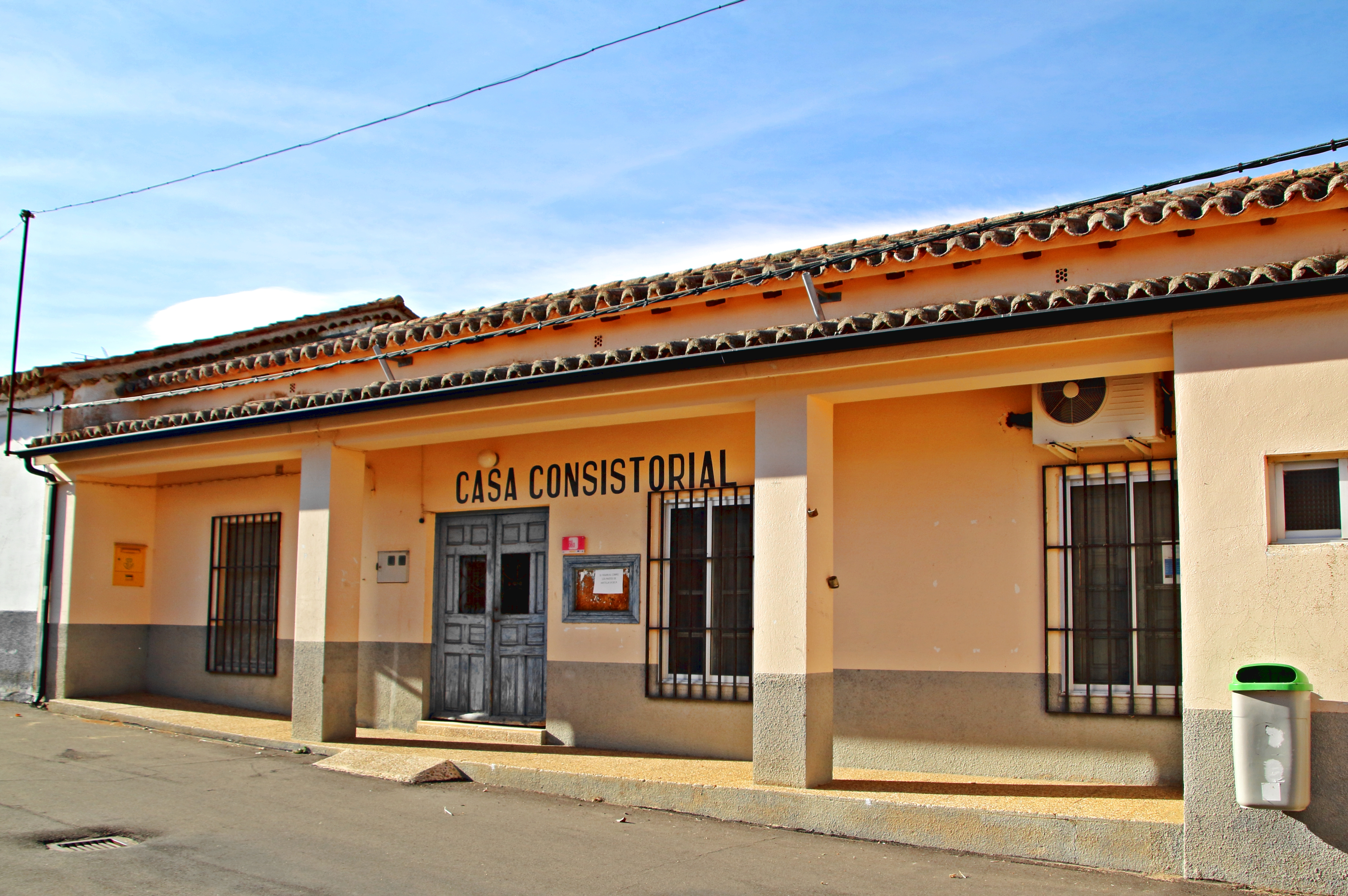
Rathaus

- Peterskirche
- Rathaus